# ريكي روس
ريكي روس (بالإنجليزية: Ricky Ross)‏ هو عازف بيانو ومغني وكاتب أغاني بريطاني، ولد في 22 ديسمبر 1957 في دندي في المملكة المتحدة.

## وصلات خارجية
- ريكي روس على موقع ميوزك برينز (الإنجليزية)
- ريكي روس على موقع ديسكوغز (الإنجليزية)